# بنک آو امریکا هوم لونز
بنک آو امریکا هوم لونز (به انگلیسی: Bank of America Home Loans) شرکت خدمات مالی آمریکایی است، که در زمینه ارائه خدمات بانکداری رهنی، وام‌های مسکن، مبادلات اوراق قرضه با پشتوانه رهنی و بیمه فعالیت می‌نماید.
ریشه‌های تأسیس این شرکت به سال ۱۹۶۹ بازمی‌گردد، که شرکت خدمات مالی کانتری‌واید، توسط دیوید لوئب و انجلو موزیلو راه‌اندازی شد. این شرکت در سال ۲۰۰۸ به ارزش ۴٫۱ میلیارد دلار توسط بنک آو امریکا خریداری شد و از ابتدای سال ۲۰۰۹ به‌عنوان زیرمجموعه‌ای از این بانک فعالیت می‌نماید.